# فینال‌های ان‌بی‌ای ۲۰۱۰
فینال‌های ان‌بی‌ای ۲۰۱۰ دور قهرمانی اتحادیهٔ ملی بسکتبال در فصل ۱۰–۲۰۰۹ و پایان‌بخش بازی‌های حذفی ان‌بی‌ای ۲۰۱۰ می‌باشد. در این مرحله لس آنجلس لیکرز به عنوان قهرمان کنفرانس غرب به مصاف تیم بوستون سلتیکس به عنوان قهرمان کنفرانس شرق رفت و لیکرز با کسب پیروزی ۴ بر ۳ توانست برای شانزدهمین مرتبه به مقام قهرمانی دست پیدا کند. شصت و چهارمین دورهٔ مرحلهٔ قهرمانی NBA که از ۳ تا ۱۷ ژوئن ۲۰۱۰ برگزار گردید از ABC پخش شد و میانگین ۱۸٫۱ میلیون نفر بیننده را به ثبت رساند.

## خلاصه سری
| بازی   | تاریخ            | تیم مهمان      | نتیجه        | تیم میزبان     |
| ------ | ---------------- | -------------- | ------------ | -------------- |
| بازی ۱ | سه‌شنبه، ۳ ژوئن   | بوستون سلتیکس  | ۸۹–۱۰۲ (۰–۱) | لس آنجلس لیکرز |
| بازی ۲ | یکشنبه، ۶ ژوئن   | بوستون سلتیکس  | ۱۰۳–۹۴ (۱–۱) | لس آنجلس لیکرز |
| بازی ۳ | پنج‌شنبه، ۸ ژوئن  | لس آنجلس لیکرز | ۹۱–۸۴ (۲–۱)  | بوستون سلتیکس  |
| بازی ۴ | سه‌شنبه، ۱۰ ژوئن  | لس آنجلس لیکرز | ۸۹–۹۶ (۲–۲)  | بوستون سلتیکس  |
| بازی ۵ | یکشنبه، ۱۳ ژوئن  | لس آنجلس لیکرز | ۸۶–۹۲ (۲–۳)  | بوستون سلتیکس  |
| بازی ۶ | پنج‌شنبه، ۱۵ ژوئن | بوستون سلتیکس  | ۶۷–۸۹ (۳–۳)  | لس آنجلس لیکرز |
| بازی ۷ | سه‌شنبه، ۱۷ ژوئن  | بوستون سلتیکس  | ۷۹–۸۳ (۳–۴)  | لس آنجلس لیکرز |

## پیش‌زمینه

### بازی‌های حذفی ان‌بی‌ای ۲۰۱۰
| لس آنجلس لیکرز (قهرمان کنفرانس غرب)                                 | لس آنجلس لیکرز (قهرمان کنفرانس غرب) | بوستون سلتیکس (قهرمان کنفرانس شرق) | بوستون سلتیکس (قهرمان کنفرانس شرق)                                        |
| ------------------------------------------------------------------- | ----------------------------------- | ---------------------------------- | ------------------------------------------------------------------------- |
| الگو:2009–10 NBA West standingsسید یکم در غرب، سومین رکورد برتر لیگ | فصل عادی                            | فصل عادی                           | الگو:2009–10 NBA East standingsسید چهارم در شرق، دوازدهمین رکورد برتر لیگ |
| پیروزی (۸) اکلاهما سیتی تاندر، ۴–۲                                  | دور یکم                             | دور یکم                            | پیروزی (۵) میامی هیت، ۴–۱                                                 |
| پیروزی (۵) یوتا جاز، ۴–۰                                            | نیمه‌نهایی‌های کنفرانس                | نیمه‌نهایی‌های کنفرانس               | پیروزی (۱) کلیولند کاوالیرز، ۴–۲                                          |
| پیروزی (۳) فینیکس سانز، ۴–۲                                         | فینال‌های کنفرانس                    | فینال‌های کنفرانس                   | پیروزی (۲) اورلندو مجیک، ۴–۲                                              |

### سری‌های فصل عادی
در دیدارهای فصل عادی هر دو تیم یک برد بیرون از خانه در برابر رقیب کسب کردند:
| ۳۱ ژانویه ۲۰۱۰ |

| الگو:NBA Recap |

| لس آنجلس لیکرز ۹۰, بوستون سلتیکس ۸۹ |

| ۱۸ فوریه ۲۰۱۰ |

| الگو:NBA Recap |

| بوستون سلتیکس ۸۷, لس آنجلس لیکرز ۸۶ |

## خلاصه بازی‌ها
تمامی زمان‌ها بر اساس منطقه زمانی شرقی (یوتی‌سی ۴:۰۰-) است.

### بازی ۱
| ۳ ژوئن 9:00 p.m. ET |

| Recap Video highlights در یوتیوب |

| بوستون سلتیکس ۸۹, لس آنجلس لیکرز ۱۰۲                       |  |                                                                   |
| امتیاز بر پایه وقت: ۲۱–۲۶, ۲۰–۲۴, ۲۳–۳۴, ۲۵–۱۸             |  |                                                                   |
| امتیاز: پال پیرس ۲۴ ریباند: پال پیرس ۹ پاس : راجان راندو ۸ |  | امتیاز: کوبی برایانت ۳۰ ریباند: پائو گاسول ۱۴ پاس: کوبی برایانت ۶ |
| لس آنجلس لیکرز پیشتاز سری، ۱–۰                             |  |                                                                   |

### بازی ۲
| ۶ ژوئن 8:00 p.m. ET |

| Recap Video highlights در یوتیوب |

| بوستون سلتیکس ۱۰۳, لس آنجلس لیکرز ۹۴                          |  |                                                                |
| امتیاز بر پایه وقت: ۲۹–۲۲, ۲۵–۲۶, ۱۸–۲۴, ۳۱–۲۲                |  |                                                                |
| امتیاز: ری آلن ۳۲ ریباند: راجان راندو ۱۲ پاس : راجان راندو ۱۰ |  | امتیاز: پائو گاسول ۲۵ ریباند: پائو گاسول ۸ پاس: کوبی برایانت ۶ |
| سری برابر، ۱–۱                                                |  |                                                                |

### بازی ۳

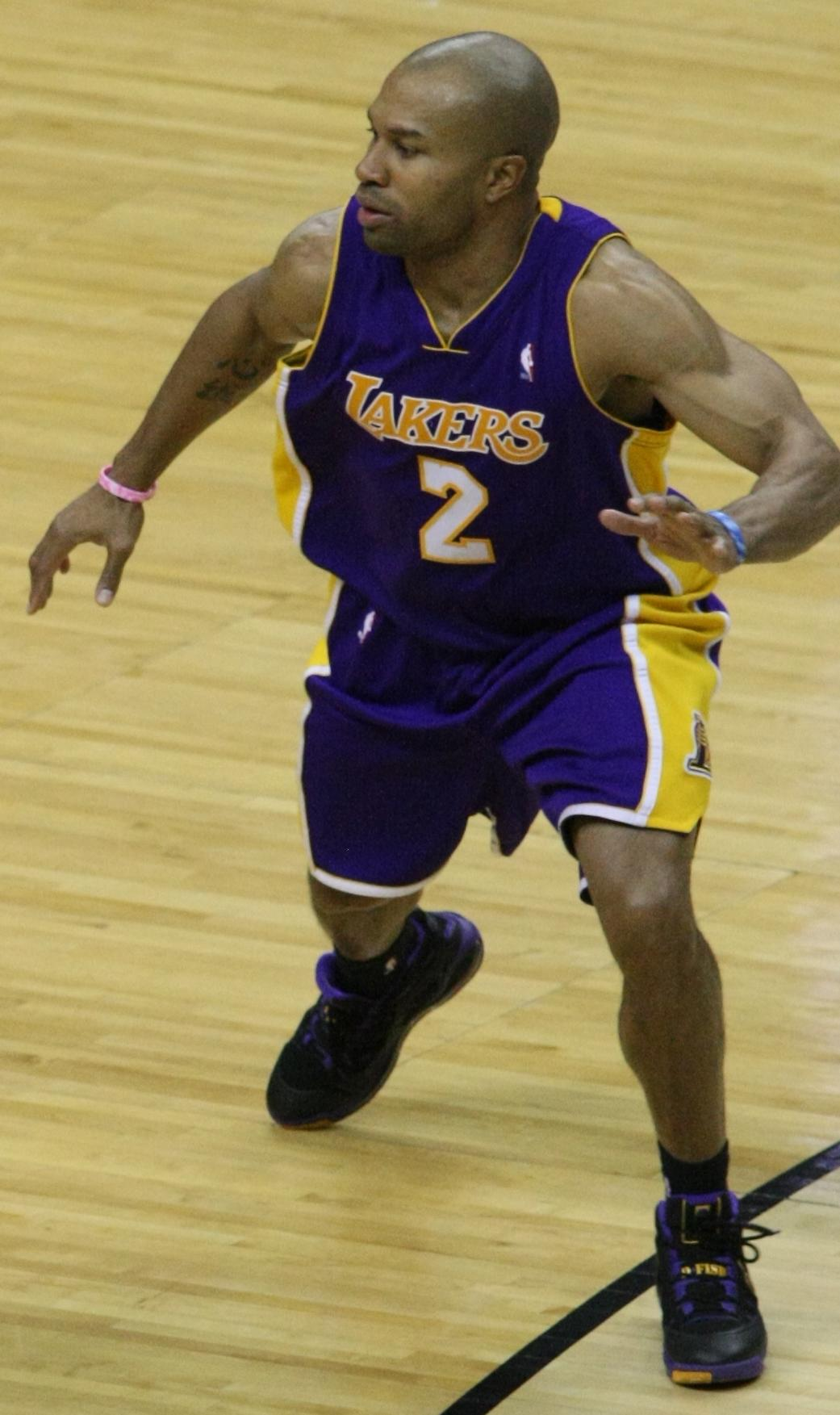
درک فیشر ۱۱ امتیاز از ۱۶ امتیاز کسب کرده‌اش را در کوارتر چهارم به دست آورد که نقش بسزایی در بردن بازی سه داشت.

| ۸ ژوئن 9:00 p.m. ET |

| Recap Video highlights در یوتیوب |

| لس آنجلس لیکرز ۹۱, بوستون سلتیکس ۸۴                                                                        |  |                                                                   |
| امتیاز بر پایه وقت: ۲۶–۱۷, ۲۶–۲۳, ۱۵–۲۱, ۲۴–۲۳                                                             |  |                                                                   |
| امتیاز: کوبی برایانت ۲۹ ریباند: اندرو باینم، پائو گاسول هر کدام ۱۰ پاس : کوبی برایانت، پائو گاسول هرکدام ۴ |  | امتیاز: کوین گارنت ۲۵ ریباند: کندریک پرکینز ۱۱ پاس: راجان راندو ۸ |
| لس آنجلس لیکرز پیشتاز سری، ۲–۱                                                                             |  |                                                                   |

### بازی ۴
| ۱۰ ژوئن 9:00 p.m. ET |

| Recap Video highlights در یوتیوب |

| لس آنجلس لیکرز ۸۹, بوستون سلتیکس ۹۶                                                                      |  |                                                             |
| امتیاز بر پایه وقت: ۱۶–۱۹, ۲۹–۲۳, ۱۷–۱۸, ۲۷–۳۶                                                           |  |                                                             |
| امتیاز: کوبی برایانت ۳۳ ریباند: متا ورلد پیس، لمار اودم هرکدام ۷ پاس : متا ورلد پیس، پائو گاسول هرکدام ۳ |  | امتیاز: پال پیرس ۱۹ ریباند: کندریک پرکینز ۷ پاس: پال پیرس ۵ |
| سری برابر، ۲–۲                                                                                           |  |                                                             |

### بازی ۵
| ۱۳ ژوئن 8:00 p.m. ET |

| Recap Video highlights در یوتیوب |

| لس آنجلس لیکرز ۸۶, بوستون سلتیکس ۹۲                                |  |                                                              |
| امتیاز بر پایه وقت: ۲۰–۲۲, ۱۹–۲۳, ۲۶–۲۸, ۲۱–۱۹                     |  |                                                              |
| امتیاز: کوبی برایانت ۳۸ ریباند: پائو گاسول ۱۲ پاس : کوبی برایانت ۴ |  | امتیاز: پال پیرس ۲۷ ریباند: کوین گارنت ۱۰ پاس: راجان راندو ۸ |
| بوستون پیشتاز سری، ۳–۲                                             |  |                                                              |

### بازی ۶
| ۱۵ ژوئن 9:00 p.m. ET |

| Recap Video highlights در یوتیوب |

| بوستون سلتیکس ۶۷, لس آنجلس لیکرز ۸۹                        |  |                                                                 |
| امتیاز بر پایه وقت: ۱۸–۲۸, ۱۳–۲۳, ۲۰–۲۵, ۱۶–۱۳             |  |                                                                 |
| امتیاز: ری آلن ۱۹ ریباند: Glen Davis ۹ پاس : راجان راندو ۶ |  | امتیاز: کوبی برایانت ۲۶ ریباند: پائو گاسول ۱۳ پاس: پائو گاسول ۹ |
| سری برابر، ۳–۳                                             |  |                                                                 |

### بازی ۷

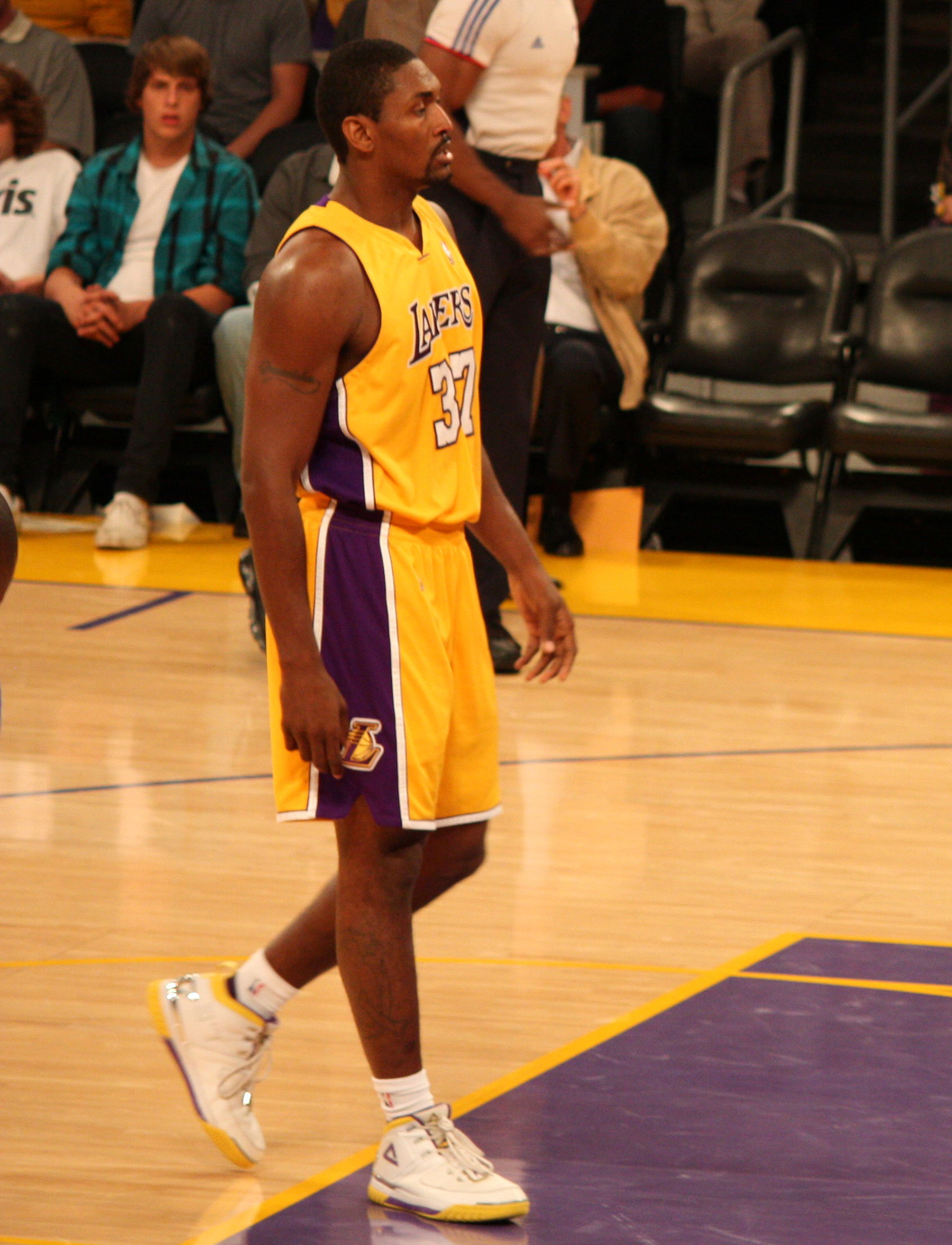
رون آرتست (با نام کنونی متا ورلد پیس) در لحظات پایانی کوارتر چهارم یک گل سه امتیازی مهم به ثمر رساند تا لیکرز با شش امتیاز پیش بیفتد.

| ۱۷ ژوئن 9:05 p.m. ET |

| Recap Video highlights در یوتیوب |

| بوستون سلتیکس ۷۹, لس آنجلس لیکرز ۸۳                          |  |                                                                 |
| امتیاز بر پایه وقت: ۲۳–۱۴, ۱۷–۲۰, ۱۷–۱۹, ۲۲–۳۰               |  |                                                                 |
| امتیاز: پال پیرس ۱۸ ریباند: پال پیرس ۱۰ پاس : راجان راندو ۱۰ |  | امتیاز: کوبی برایانت ۲۳ ریباند: پائو گاسول ۱۸ پاس: پائو گاسول ۴ |
| لس آنجلس لیکرز برندهٔ فینال‌های ان‌بی‌ای، ۴–۳                    |  |                                                                 |

## آمارها
| بخش       | بالاترین میانگین | بالاترین میانگین | بالاترین میانگین | بالاترین میانگین |                |                |               |               |
| بخش       | لس آنجلس لیکرز   | لس آنجلس لیکرز   | بوستون سلتیکس    | بوستون سلتیکس    | لس آنجلس لیکرز | لس آنجلس لیکرز | بوستون سلتیکس | بوستون سلتیکس |
| بخش       | بازیکن           | مجموع            | بازیکن           | مجموع            | بازیکن         | میانگین.       | بازیکن        | میانگین.      |
| --------- | ---------------- | ---------------- | ---------------- | ---------------- | -------------- | -------------- | ------------- | ------------- |
| امتیاز    | کوبی برایانت     | ۳۸               | ری آلن           | ۳۲               | Kobe Bryant    | ۲۸٫۶           | پال پیرس      | ۱۸٫۰          |
| برگشت     | پائو گاسول       | ۱۸               | راجان راندو      | ۱۲               | Pau Gasol      | ۱۱٫۶           | Rajon Rondo   | ۶٫۳           |
| پاس گل    | Pau Gasol        | ۹                | Rajon Rondo      | ۱۰               | Kobe Bryant    | ۳٫۹            | Rajon Rondo   | ۷٫۶           |
| توپ ربایی | متا ورلد پیس     | ۵                | کوین گارنت       | ۵                | Kobe Bryant    | ۲٫۱            | Rajon Rondo   | ۱٫۶           |
| بلاک      | اندرو باینم      | ۷                | Kevin Garnett    | ۴                | Pau Gasol      | ۲٫۶            | Kevin Garnett | ۱٫۳           |

## آمار بازیکنان
لس آنجلس لیکرز
| بازیکن        | GP | GS | MPG  | FG%   | 3FG%  | FT%   | RPG  | APG | SPG | BPG | PPG  |
| ------------- | -- | -- | ---- | ----- | ----- | ----- | ---- | --- | --- | --- | ---- |
| Ron Artest    | ۷  | ۷  | ۳۵٫۹ | ۰٫۳۶۱ | ۰٫۳۴۴ | ۰٫۵۵۰ | ۴٫۶  | ۱٫۳ | ۱٫۴ | ۰٫۶ | ۱۰٫۶ |
| Shannon Brown | ۷  | ۰  | ۱۲٫۱ | ۰٫۴۵۰ | ۰٫۰۰۰ | ۱٫۰۰۰ | ۰٫۹  | ۰٫۴ | ۰٫۰ | ۰٫۱ | ۳٫۰  |
| Kobe Bryant   | ۷  | ۷  | ۴۱٫۲ | ۰٫۴۰۵ | ۰٫۳۱۹ | ۰٫۸۸۳ | ۸٫۰  | ۳٫۹ | ۲٫۱ | ۰٫۷ | ۲۸٫۶ |
| Andrew Bynum  | ۷  | ۷  | ۲۴٫۹ | ۰٫۴۵۲ | ۰٫۰۰۰ | ۰٫۷۰۰ | ۵٫۱  | ۰٫۰ | ۰٫۱ | ۱٫۳ | ۷٫۴  |
| Jordan Farmar | ۷  | ۰  | ۱۲٫۶ | ۰٫۳۲۱ | ۰٫۲۰۰ | ۰٫۵۰۰ | ۱٫۱  | ۰٫۹ | ۱٫۱ | ۰٫۰ | ۳٫۰  |
| Derek Fisher  | ۷  | ۷  | ۳۰٫۶ | ۰٫۴۲۰ | ۰٫۲۰۰ | ۰٫۹۴۱ | ۳٫۰  | ۲٫۰ | ۰٫۹ | ۰٫۰ | ۸٫۶  |
| Pau Gasol     | ۷  | ۷  | ۴۱٫۹ | ۰٫۴۷۸ | ۰٫۰۰۰ | ۰٫۷۲۱ | ۱۱٫۶ | ۳٫۷ | ۰٫۷ | ۲٫۶ | ۱۸٫۶ |
| D. J. Mbenga  | ۱  | ۰  | ۲٫۷  | ۰٫۰۰۰ | ۰٫۰۰۰ | ۰٫۰۰۰ | ۱٫۰  | ۰٫۰ | ۰٫۰ | ۰٫۰ | ۰٫۰  |
| Lamar Odom    | ۷  | ۰  | ۲۷٫۴ | ۰٫۴۸۹ | ۰٫۱۰۰ | ۰٫۵۴۵ | ۶٫۶  | ۱٫۳ | ۰٫۶ | ۰٫۶ | ۷٫۶  |
| Josh Powell   | ۲  | ۰  | ۴٫۱  | ۰٫۰۰۰ | ۰٫۰۰۰ | ۰٫۰۰۰ | ۰٫۵  | ۰٫۰ | ۰٫۰ | ۰٫۰ | ۰٫۰  |
| Sasha Vujačić | ۷  | ۰  | ۷٫۴  | ۰٫۳۷۵ | ۰٫۴۰۰ | ۰٫۸۳۳ | ۱٫۰  | ۰٫۷ | ۰٫۳ | ۰٫۰ | ۳٫۰  |
| Luke Walton   | ۴  | ۰  | ۷٫۸  | ۰٫۳۳۳ | ۰٫۰۰۰ | ۰٫۰۰۰ | ۰٫۵  | ۰٫۸ | ۰٫۰ | ۰٫۵ | ۰٫۵  |

بوستون سلتیکس
| بازیکن           | GP | GS | MPG  | FG%   | 3FG%  | FT%   | RPG | APG | SPG | BPG | PPG  |
| ---------------- | -- | -- | ---- | ----- | ----- | ----- | --- | --- | --- | --- | ---- |
| Ray Allen        | ۷  | ۷  | ۳۹٫۴ | ۰٫۳۶۷ | ۰٫۲۹۳ | ۰٫۹۶۰ | ۲٫۷ | ۱٫۷ | ۰٫۷ | ۰٫۰ | ۱۴٫۶ |
| Tony Allen       | ۷  | ۰  | ۱۴٫۷ | ۰٫۳۳۳ | ۰٫۰۰۰ | ۰٫۸۵۷ | ۱٫۰ | ۰٫۴ | ۱٫۰ | ۰٫۷ | ۳٫۱  |
| Marquis Daniels  | ۲  | ۰  | ۲٫۲  | ۰٫۵۰۰ | ۱٫۰۰۰ | ۱٫۰۰۰ | ۰٫۵ | ۰٫۰ | ۰٫۰ | ۰٫۰ | ۲٫۵  |
| Glen Davis       | ۷  | ۰  | ۲۰٫۶ | ۰٫۴۶۲ | ۰٫۰۰۰ | ۰٫۶۸۸ | ۵٫۶ | ۰٫۴ | ۰٫۹ | ۰٫۴ | ۶٫۷  |
| Michael Finley   | ۲  | ۰  | ۲٫۶  | ۰٫۰۰۰ | ۰٫۰۰۰ | ۰٫۰۰۰ | ۰٫۰ | ۰٫۰ | ۰٫۰ | ۰٫۰ | ۰٫۰  |
| Kevin Garnett    | ۷  | ۷  | ۳۱٫۷ | ۰٫۵۱۱ | ۰٫۰۰۰ | ۰٫۸۹۵ | ۵٫۶ | ۳٫۰ | ۱٫۴ | ۱٫۳ | ۱۵٫۳ |
| Kendrick Perkins | ۶  | ۶  | ۲۳٫۵ | ۰٫۵۷۱ | ۰٫۰۰۰ | ۰٫۶۴۷ | ۵٫۸ | ۱٫۰ | ۰٫۲ | ۰٫۰ | ۵٫۸  |
| Paul Pierce      | ۷  | ۷  | ۳۹٫۸ | ۰٫۴۳۹ | ۰٫۴۰۰ | ۰٫۸۶۵ | ۵٫۳ | ۳٫۰ | ۰٫۷ | ۰٫۹ | ۱۸٫۰ |
| Nate Robinson    | ۷  | ۰  | ۱۰٫۱ | ۰٫۴۰۰ | ۰٫۳۳۳ | ۱٫۰۰۰ | ۱٫۱ | ۱٫۹ | ۰٫۱ | ۰٫۰ | ۴٫۹  |
| Rajon Rondo      | ۷  | ۷  | ۳۸٫۸ | ۰٫۴۵۴ | ۰٫۳۳۳ | ۰٫۲۶۳ | ۶٫۳ | ۷٫۶ | ۱٫۶ | ۰٫۳ | ۱۳٫۶ |
| Brian Scalabrine | ۱  | ۰  | ۰٫۹  | ۰٫۰۰۰ | ۰٫۰۰۰ | ۰٫۰۰۰ | ۰٫۰ | ۰٫۰ | ۰٫۰ | ۰٫۰ | ۰٫۰  |
| Rasheed Wallace  | ۷  | ۱  | ۲۰٫۶ | ۰٫۳۶۶ | ۰٫۲۳۸ | ۱٫۰۰۰ | ۴٫۶ | ۰٫۹ | ۰٫۴ | ۰٫۷ | ۵٫۳  |
| Shelden Williams | ۲  | ۰  | ۹٫۲  | ۰٫۰۰۰ | ۰٫۰۰۰ | ۰٫۰۰۰ | ۲٫۰ | ۰٫۰ | ۰٫۰ | ۰٫۰ | ۰٫۰  |